# Central City (Dakota del Sur)
Central City es una ciudad ubicada en el condado de Lawrence en el estado estadounidense de Dakota del Sur. En el Censo de 2010 tenía una población de 134 habitantes y una densidad poblacional de 349,58 personas por km².

## Geografía
Central City se encuentra ubicada en las coordenadas 44°22′7″N 103°46′14″O / 44.36861, -103.77056. Según la Oficina del Censo de los Estados Unidos, Central City tiene una superficie total de 0.38 km², de la cual 0.38 km² corresponden a tierra firme y (0%) 0 km² es agua.

## Demografía
Según el censo de 2010, había 134 personas residiendo en Central City. La densidad de población era de 349,58 hab./km². De los 134 habitantes, Central City estaba compuesto por el 94.03% blancos, el 0% eran afroamericanos, el 1.49% eran amerindios, el 0% eran asiáticos, el 0% eran isleños del Pacífico, el 0.75% eran de otras razas y el 3.73% pertenecían a dos o más razas. Del total de la población el 0.75% eran hispanos o latinos de cualquier raza.